# 개미사육장

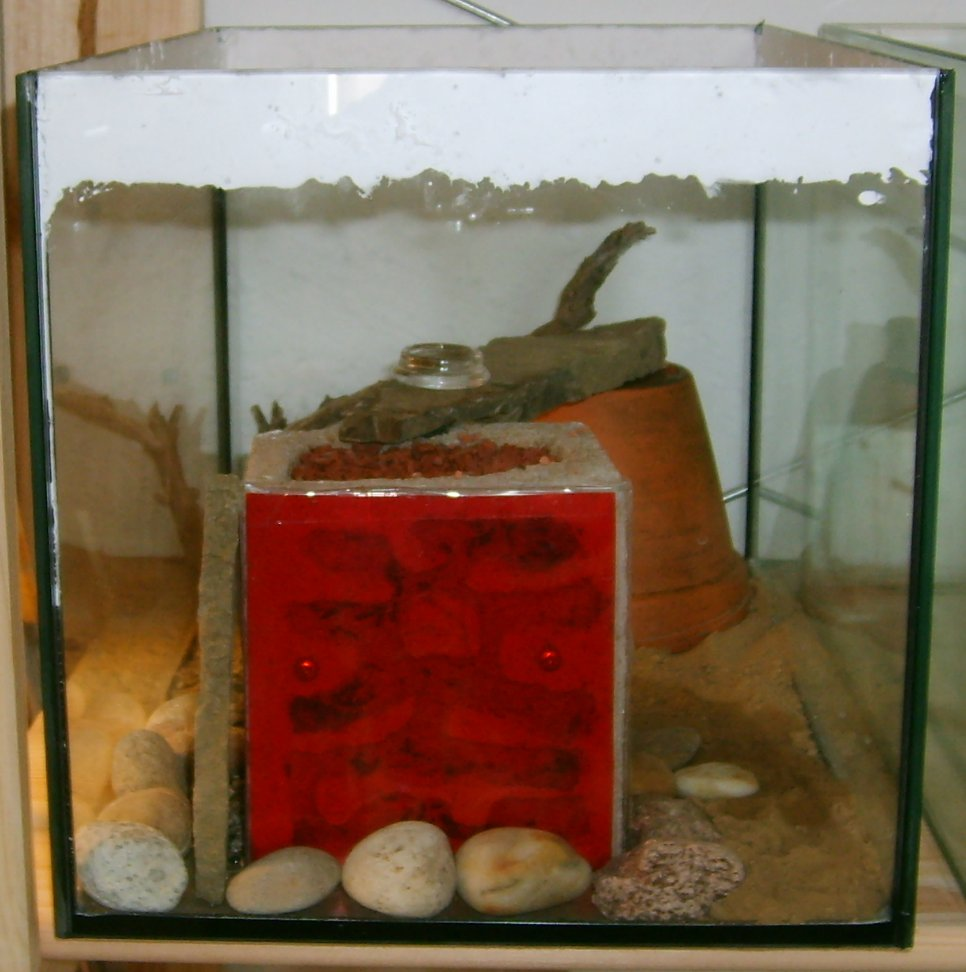
AAC로 제작한 개미집이 들어있는, 탈출 방지를 위해 활석 가루를 바른 개미사육장

개미사육장(영어: formicarium, ant farm)은 주로 개미의 집과 행동을 연구하기 위해 설계한 비바리움이다. 이러한 것들을 연구하는 사람들은 개미학자로 알려져 있다. 개미가 애완동물로서 길러짐에 따라, 애호가들이 간단한 형태의 개미사육장을 사용하기도 한다.

## 역사
개미사육장은 프랑스의 곤충학자이자 박식가인 샤를 자네가 개미의 둥지를 두 개의 유리판 사이로 집어넣는 발상을 기반으로 하여 발명하였다. 그의 설계는 프랑스 파리에서 개최된 1900년 만국 박람회에 전시되었다. 샤를 자네의 발명은 레지옹 도뇌르 훈장의 슈발리에 등급을 수훈받음으로서 인정받았지만, 그는 그의 발명을 특허로 등록하거나 상점에 판매하려고 하지 않았다.
1929년에 발명가이자 다트머스 대학교의 세이어 공학대학원의 교수인 프랭크 유진 오스틴 (1873-1964) 이 최초로 개미사육장을 상업적으로 판매하였다. 오스틴은 1931년 6월 16일에 그의 개미사육장을 특허로 등록했고, 이후 개미사육장을 개선함에 따라 계속해서 특허를 등록했다. 오스틴은 지면 위에 기발한 색칠이나 나무로 만든 궁전의 형상, 농장 등을 배치했다.
1956년에 엉클 밀턴의 설립자인 밀튼 레빈이 프랭크 오스틴과는 무관하게 개미사육장을 만들어냈다. 레빈은 7월의 네 번째 소풍 도중 이러한 발상을 떠올렸다. 레빈은 자신의 제품을 위해 개미농장Ant farm이라는 용어를 등록해서 상표로 등록했다. 오스틴은 이러한 용어를 사용하지 않은 것 같다. 그의 특허에서는, 개미사육장은 "교육적인 장치"와 "경치 좋은 곤충 우리"로 묘사되며, 오스틴의 장치에 관한 1936년의 잡지 기사에서 오스틴의 개미사육장은 "개미 궁전"으로 불렸다. 이 상표는 스콧 아담스가 만화 딜버트에서 이 용어를 사용한 후 엉클 밀턴의 변호사가 보낸, 이 용어의 허가받지 않은 사용의 철회를 요구하는 위협적인 편지를 받았을 때 큰 악명을 얻었다. 아담은 만화의 후편에서 이 사건을 풍자했는데, 딜버트가 "무가치하고 역겨운 작은 생물들의 서식지"를 의미하는 다른 표현을 질문하자, 독버트가 "로스쿨"이라고 답했다.

## 재료
현재 상점에서 이용 가능한 대부분의 개미사육장의 종류는 아크릴이나 3D 인쇄를 통해 제작되며, 굴이 무너질 염려가 없기 때문에 '샌드위치' 형태의 개미사육장을 만들기 좋고, '밀튼' 계열의 사육장이 일개미만을 수용하도록 설계된 것과 달리 여왕과 일개미들을 같이 기를 수 있도록 특수하게 설계되었다.
'샌드위치' 개미사육장은 보통 개미가 만든 굴과 방, 개미의 행동을 관찰하고 연구하기에 충분히 얇고, 유리나 플라스틱으로 만들어진 투명한 상자다. 개미집의 내부는 보통 토양, 양토, 모래, 질석, 여타의 무기질 파편이나 톱밥을 채워넣는다.
겔 형태의 개미사육장은 개미들에게 적절한 주거, 영양분을 제공하지 않으며 어떤 경우 개미한테 독성을 띌 수 있기 때문에 추천하지 않는다.
다른 형태의 개미사육장은 석고, 경량기포콘크리트 (AAC)를 사용하거나 안에 아무것도 채워넣지 않고 만든다. 석고 사육장은 틀 안에 모형용 점토를 터널과 굴의 모양으로 배치하여 만들 수 있다. 석고가 틀 위에 부어지고, 석고가 마르면 진흙이 제거되고, 남은 구조물은 개미를 사육하는 데 사용할 수 있다. 이러한 종류의 개미집은 상당히 흔하다. 아무것도 채워넣지 않은 개미사육장의 경우 어떠한 용기든 사용할 수 있고, 개미는 습한 시험관이나 내부의 다른 용기에 머무른다. 이러한 방식은 좀 더 관찰하기 편하지만, 개미가 팔 수 있는 게 없어서 재미가 덜할 수 있다.
개미사육장은 비바리움처럼 밀봉되거나 뚜껑으로 봉하지 않고, 개방된 방식으로 설계될 수 있다. 이러한 개방된 설계는 높은 벽과 뚜껑이 필요하지 않지만, 대신 개미를 서식지 안에 가두기 위해 장벽에 의존한다.
개미를 사육장 안에 가두기 쉽지 않을 수 있다. 탈출 방지 기름, 석유 젤리나 액체 PTFE와 같은 몇 가지 물질을 개미 사육장의 옆면에 발라두면 대부분의 종류는 이러한 미끌거리거나 끈적한 표면을 걸을 수 없다. 하지만 어떤 종류의 개미는 탈출하기 위해 쓰레기나 먼지로 다리를 쌓을 수 있고, 또 다른 종류의 개미들은 일부 개체들이 별 문제 없이 물질 위를 걸을 수 있다. 사육장의 소유자는 흔히 두 개 이상의 대책을 마련한다. 다른 탈출 방지 기술로는 사육장 전체를 물이 담긴 그릇 안에 넣어 해자를 만드는 방법 등이 있으며, 개미에게 충분한 수준의 먹이와 주거 & 탐색 공간을 제공하면 지속적으로 탈출을 시도하는 경우는 별로 없다.
어떤 개미 사육자들은 그들의 개미 군체의 주거 공간을 개미사육장 바깥의 시험관에 배치하거나 시험관을 사육장 안에 넣는 것을 선호하는데, 이는 개미에게 먹이를 탐색하는 영역을 제공하면서 군체를 시험관 안에 편안하고 안전하게 머무르게 할 수 있다는 장점이 있다.

## 참고 문서
- 개미사육
- 개미로봇공학
- 즉석 물고기(Instant Fish)
- 씨몽키
- 심앤트
- 멕시칸 점핑 빈(Mexican jumping bean)

## 같이 보기
- 개미 사육